# フェラーリ・158F1
フェラーリ 158F1 (Ferrari 158F1) は、スクーデリア・フェラーリが1964年から1965年にかけてF1世界選手権で使用したフォーミュラ1カーである。車名の158は「1,500ccの8気筒エンジン」をあらわす。
1964年にコンストラクターズタイトルとドライバーズタイトル（ジョン・サーティース）の2冠を獲得した。

## 開発
158F1は156F1の後継車として、マウロ・フォルギエリを中心に開発された。エンジンはバンク角90度の1,489ccV型8気筒で、ボッシュ製燃料噴射装置を装備し、210ps / 11,000rpmを発生した。シャーシは156F1後期型で使用した「アエロ」と呼ばれるセミモノコック方式を継続。外観ではノーズサイドのNACAダクト、水色に塗られたホイール、エンジンカウルから露出した吸気管などの特徴がある。
フェラーリは平行してバンク角180度のV型12気筒エンジンを搭載する1512F1も開発した。このエンジンは1970年代に結実する水平対向12気筒（ボクサー）路線の原点となった。ボディは同チーム初のFRP製とされた。

## 戦績

### 1964年
1964年シーズン序盤戦、158F1は信頼性不足により不調だったが、熟成とともに成績も上向き、第6戦ドイツGP、第8戦の地元イタリアGPでエースドライバーのジョン・サーティースのドライブによりポール・トゥ・ウィンを達成する。第9戦アメリカGPから実戦投入された1512F1は、ロレンツォ・バンディーニに委ねられた。
前年王者のジム・クラーク（ロータス）の得点が伸び悩んだことで、ドライバーズタイトルはクラーク、サーティース、グラハム・ヒル（BRM）の三つ巴の争いとなる。最終戦メキシコGPでは、残り2周で王座目前のクラークがリタイアし、フェラーリ陣営はチームオーダーを発動。バンディーニに2位を譲られたサーティースがヒルに1点差でドライバーズチャンピオンとなり、コンストラクターズとあわせて二冠を達成した。

### 1965年
1,500ccエンジン規定最終年となる1965年シーズンは1512F1を主戦とする予定だったが、実際は158F1と併用する形になった。この年はクラーク＋ロータス・33の組み合わせが圧勝し、フェラーリ勢は2位2回が最高成績だった。サーティースがスポーツカーレースで脚を負傷したため、終盤2戦はペドロ・ロドリゲスに搭乗の機会が与えられた。

## 逸話
1964年、フェラーリはスポーツカー世界選手権用に開発した250LMがGTカテゴリに公認されなかったことに不満を抱き、イタリア自動車協会に競技ライセンスを返上するという抗議活動を行った。しかし、チャンピオン獲得の可能性のあるF1を欠場する訳にはいかず、終盤戦のアメリカGP、メキシコGPでは北米のディーラー系チーム、ノースアメリカン・レーシングチーム (N.A.R.T.) の名義でエントリーした。
フェラーリのカラーリングといえば、イタリアのレースにおけるナショナルカラーである赤色（ロッソ・コルサ）が有名だが、この2戦では青字に白いストライプというアメリカのナショナルカラーにペイントされた。プライベーターを除けば、ワークスの「青いフェラーリ」は歴史的にも珍しい。

## スペック

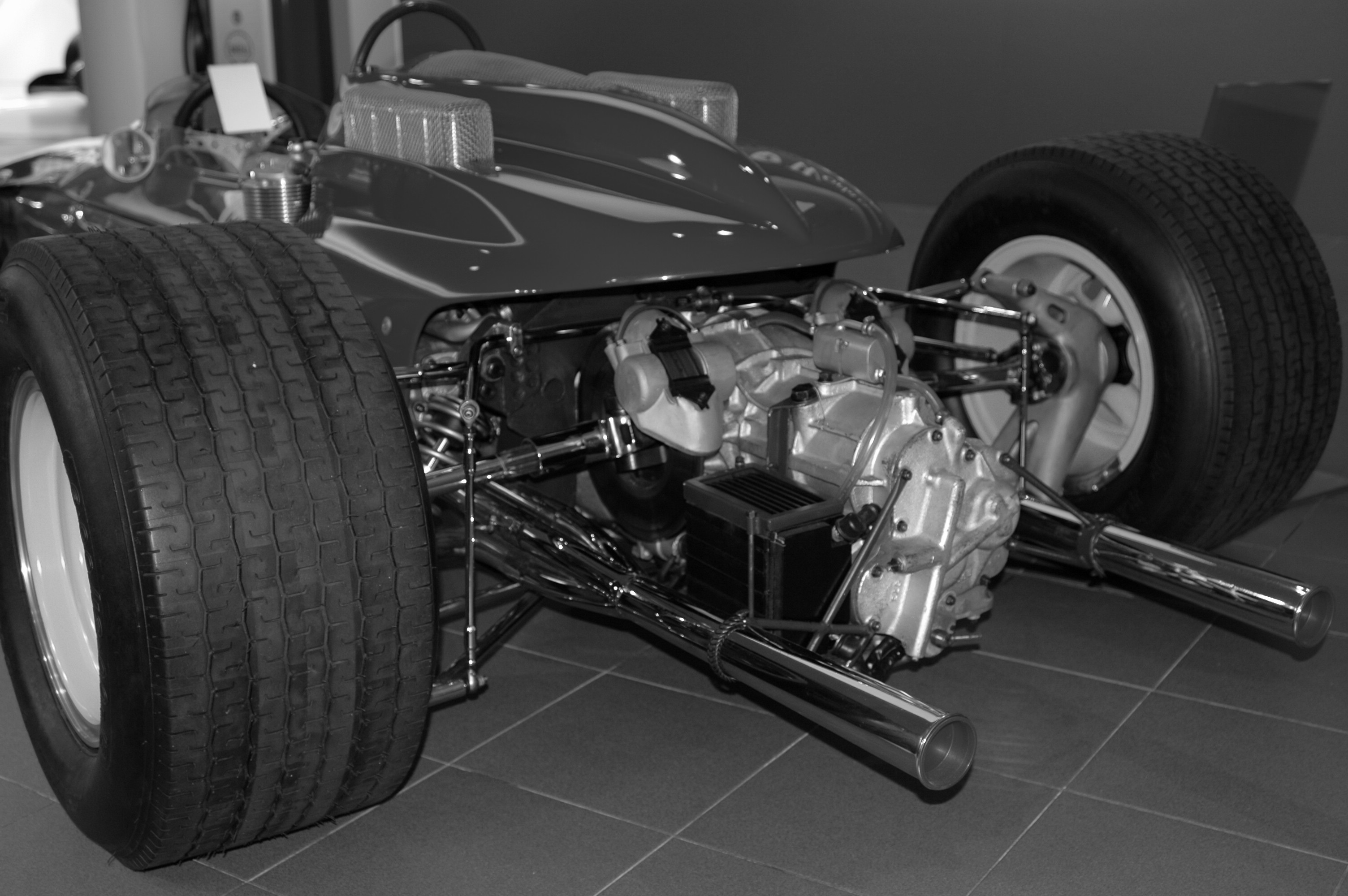
158F1のリアエンド

### 158F1
シャーシ
- 構造 チューブラーフレーム＋アルミパネル
- 全長 3,950 mm
- 全幅
- 全高 768 mm
- 重量 468 kg
- ホイルベース 2,380 mm
- トレッド前後 1,350 mm / 1,350 mm
- ステアリング ラック・アンド・ピニオン
- ギアボックス 5速＋後進1速
- サスペンション 
  - 前 ダブルウィッシュボーン / コイルスプリング
  - 後 ダブルウィッシュボーン / コイルスプリング

- ブレーキ ディスク

エンジン
- 気筒数・角度 V型8気筒・90度
- ボア・ストローク 67 × 52.8 mm
- 排気量 1,489 cc
- 圧縮比 9.8:1
- 最高出力 210 馬力 / 11,000 回転
- 動弁 DOHC・1気筒あたり2バルブ
- 燃料供給 ボッシュ ダイレクトインジェクション
- 点火装置 ツインスパーク
- 潤滑システム ドライサンプ
- クラッチ マルチプレート

タイヤ
- メーカー ダンロップ
- 前輪サイズ 6.00×13
- 後輪サイズ 7.00×13

### 1512F1
シャーシ
- 構造 チューブラーフレーム＋アルミパネル
- 全長
- 全幅
- 全高
- 重量 490 kg （含油脂系）
- ホイルベース 2,400 mm
- トレッド前後 1,380 mm / 1,350 mm
- ステアリング ラック・アンド・ピニオン
- ギアボックス 5速＋後進1速
- サスペンション 
  - 前 ダブルウィッシュボーン / コイルスプリング
  - 後 ダブルウィッシュボーン / コイルスプリング

- ブレーキ ディスク

エンジン
- 気筒数・角度 V型12気筒・90度
- ボア・ストローク 56 × 50.4 mm
- 排気量 1,489 cc
- 圧縮比 9.8:1
- 最高出力 220 馬力 / 12,000 回転
- 動弁 DOHC・1気筒あたり2バルブ
- 燃料供給 ルーカス インジェクション
- 点火装置 ツインスパーク
- 潤滑システム ドライサンプ
- クラッチ マルチプレート

タイヤ
- メーカー ダンロップ
- 前輪サイズ 5.50×13
- 後輪サイズ 7.00×13

## F1世界選手権の成績
| 年   | エントラント                         | シャシー | エンジン                | タイヤ | ドライバー         | 1   | 2   | 3   | 4   | 5   | 6   | 7   | 8   | 9   | 10  | ポイント | ランキング |
| ---- | ------------------------------------ | -------- | ----------------------- | ------ | ------------------ | --- | --- | --- | --- | --- | --- | --- | --- | --- | --- | -------- | ---------- |
| 1964 | スクーデリア・フェラーリ SpA SEFAC   | 158      | フェラーリ 205B 1.5L V8 | D      |                    | MON | NED | BEL | FRA | GBR | GER | AUT | ITA | USA | MEX | 45 (49)* | 1位        |
| 1964 | スクーデリア・フェラーリ SpA SEFAC   | 158      | フェラーリ 205B 1.5L V8 | D      | バンディーニ       |     | Ret | Ret | 9   |     |     |     | 3   |     |     | 45 (49)* | 1位        |
| 1964 | スクーデリア・フェラーリ SpA SEFAC   | 158      | フェラーリ 205B 1.5L V8 | D      | サーティース       | Ret | 2   | Ret | Ret | 3   | 1   | Ret | 1   |     |     | 45 (49)* | 1位        |
| 1964 | ノース・アメリカン・レーシングチーム | 158      | フェラーリ 205B 1.5L V8 | D      | サーティース       |     |     |     |     |     |     |     |     | 2   | 2   | 45 (49)* | 1位        |
| 1964 | ノース・アメリカン・レーシングチーム | 1512     | フェラーリ 207 1.5L F12 | D      | バンディーニ       |     |     |     |     |     |     |     |     | Ret | 3   | 45 (49)* | 1位        |
| 1965 | スクーデリア・フェラーリ SpA SEFAC   | 158      | フェラーリ 205B 1.5L V8 | D      |                    | RSA | MON | BEL | FRA | GBR | NED | GER | ITA | USA | MEX | 26 (27)  | 4位        |
| 1965 | スクーデリア・フェラーリ SpA SEFAC   | 158      | フェラーリ 205B 1.5L V8 | D      | サーティース       | 2   | 4   | Ret | 3   |     |     |     |     |     |     | 26 (27)  | 4位        |
| 1965 | スクーデリア・フェラーリ SpA SEFAC   | 1512     | フェラーリ 207 1.5L F12 | D      | サーティース       |     |     |     |     | 3   | 7   | Ret | Ret | WD  | WD  | 26 (27)  | 4位        |
| 1965 | スクーデリア・フェラーリ SpA SEFAC   | 1512     | フェラーリ 207 1.5L F12 | D      | バンディーニ       | 15  | 2   | 9   | 8   |     |     |     | 4   | 4   | 8   | 26 (27)  | 4位        |
| 1965 | スクーデリア・フェラーリ SpA SEFAC   | 158      | フェラーリ 205B 1.5L V8 | D      | バンディーニ       |     |     |     |     | Ret | 9   | 6   |     |     |     | 26 (27)  | 4位        |
| 1965 | スクーデリア・フェラーリ SpA SEFAC   | 158      | フェラーリ 205B 1.5L V8 | D      | ヴァッカレッラ     |     |     |     |     |     |     |     | 12  |     |     | 26 (27)  | 4位        |
| 1965 | スクーデリア・フェラーリ SpA SEFAC   | 1512     | フェラーリ 207 1.5L F12 | D      | スカルフィオッティ |     |     |     |     |     |     |     | WD  |     |     | 26 (27)  | 4位        |
| 1965 | ノース・アメリカン・レーシングチーム | 1512     | フェラーリ 207 1.5L F12 | D      | ロドリゲス         |     |     |     |     |     |     |     |     | 5   | 7   | 26 (27)  | 4位        |
| 1965 | ノース・アメリカン・レーシングチーム | 158      | フェラーリ 205B 1.5L V8 | D      | ボンドゥラント     |     |     |     |     |     |     |     |     | 9   |     | 26 (27)  | 4位        |

- 太字はポールポジション、斜体はファステストラップ。(key)
- * 1964年のコンストラクターズポイントには、156で獲得したポイント(9点)も含まれる。